# Dysoxylum purpureum
Dysoxylum purpureum là một loài thực vật có hoa trong họ Meliaceae. Loài này được Bourd. mô tả khoa học đầu tiên năm 1899.